# Ammelgoßwitz

Ammelgoßwitz auf einer geschichtlichen Karte des Kreises Liebenwerda (1910).

Ammelgoßwitz ist ein Gemeindeteil der Stadt Belgern-Schildau im Landkreis Nordsachsen in Sachsen.

## Lage
Der Ortsteil Ammelgoßwitz befindet sich östlich von Belgern und ist über eine Stichstraße ab der Bundesstraße 182 erreichbar. Die Gemarkung des Dorfes liegt westlich des großen Elbbogens am westlichen Rand der eingedeichten Elbwiesen südlich Belgerns.

## Geschichte
1235 übergab Markgraf Heinrich von Meißen dem Kloster Buch das prædium in fundo nostræ proprietatis situm Amilgozwiz, zum Teil für das Geld, das Mgf. Dietrich der Bedrängte (sein Vater) vom Kloster erhalten hatte. 1267 erfolgte eine Einigung zwischen dem Bischof von Meißen und dem Abt von Kloster Buch über die Zugehörigkeit der familia der grangia Amilgozewicz zur Pfarre in Belgern: der Abt hatte für die Seelsorge dem Pfarrer von Belgern 14 Scheffel Weizen und der Kirche St. Bartholomäi zu Belgern ein Pfund Wachs zu geben. 1268 wurde diese Einigung präzisiert und bestätigt: Vermächtnisse sollen der Kirche zu Belgern zustehen, andere Spenden sollen dem magister curiae zustehen, Beichte und Kommunion zu Ostern sollen die vom Abt entsendeten Mönche abhalten.
1280 wurde bei der Übertragung einer Insel durch Ulrich von Pack an das Kloster das allodium Amilgozwiz der Brüder von Buch genannt. 1286 verkaufte Mgf. Heinrich dem Kloster das Ober- und Niedergericht in Amelgozewitz. 1326 musste Gutzelo von Triestewitz wegen Schädigung des Hofes Amelgostewitz dem Abt von Buch sein Lehen in Belgern zurückgeben. 1337 nahm Mgf. Friedrich II. (der Ernsthafte) u. a. das allodium Ammelgostewicz unter seinen Schutz.
1353 befragte der Abt von Bosau die Zeugen von zwei Überfällen auf Ammelgoßwitz. Dabei waren der Grangie zuerst 19 Pferde, und dann 24 Pferde und 6 Wagen Hafer gestohlen worden. Die Befragung erfolgte auf der Grundlage von sieben Artikeln, wobei leider nur die Antworten protokolliert wurden, die Artikel selbst werden nicht genannt. 1362 erfolgte ein Einspruch des Titzko von Eichen in der Streitsache Ammelgoßwitz, offenkundig hatten ihm Einkünfte in Belgern gehört, die ehemals Boto von Torgau besessen hatte und die bei der Übertragung der Stadt an das Kloster vermutlich nicht berücksichtigt worden sind. So hatte er zur Selbsthilfe gegriffen. Schließlich erfolgt die Bannung der Schädiger des Hofes Ammelgoßwitz.
1372 kaufte der Abt von Buch vom Markgrafen u. a. die Bede in Ammelgoßwitz. 1378 hatte Ammelgostewicz, curia monachorum in Buch, jährlich 1 Tonne Fisch, 1 graues Tuch, 1 Kalb, 1 Schaf und 2 Schultern an das castrum Torgau zu liefern und bei Heerfahrt zu dienen. 1485 gehört es zum ernestinischen Teil von Sachsen, obgleich es im Territorium des albertinischen Teiles lag. Ende des 15. Jahrhunderts ist die Grangie aufgelöst und der Boden gegen Zins an Bauern gegeben worden.
Der Ort war stets nach Belgern gepfarrt.
1791 nannte sich der Ort Ammelgoßwitz, so wie heute.  1818 wohnten im Ort 91 und 1946 213 Personen. Die überörtliche Behörde war 1551 in Wurzen, dann in Belgern und ab 1816 bis heute in Torgau. Das Dorf wurde am 20. Juli 1950 nach Liebersee eingemeindet und 1994 nach Belgern umgegliedert. Seit dem 1. Januar 2013 gehört es zu Belgern-Schildau.
Das im Ort befindliche Rittergut befand sich seit 1796 im Eigentum des Wittenberger Professors Carl Ferdinand Schmid. Das Herrenhaus harrt noch der Renovierung.

## Entwicklung der Einwohnerzahl
| Jahr | Einwohner                                |
| ---- | ---------------------------------------- |
| 1551 | 06 besessene Mann, 35 Inwohner, 18 Hufen |
| 1764 | 08 Feuerstätten, 18 Hufen                |
| 1819 | 91                                       |

| Jahr | Einwohner |
| ---- | --------- |
| 1880 | 88        |
| 1895 | 74        |
| 1910 | 89        |

| Jahr | Einwohner |
| ---- | --------- |
| 1925 | 108       |
| 1939 | 097       |
| 1946 | 213       |
| 2011 | 69        |